# 29750 Chleborad
29750 Chleborad è un asteroide della fascia principale. Scoperto nel 1999, presenta un'orbita caratterizzata da un semiasse maggiore pari a 2,4282623 UA e da un'eccentricità di 0,0722436, inclinata di 7,15919° rispetto all'eclittica.